# Билтауэр, Астра Екабовна
А́стра Ека́бовна Билта́уэр (Билтауэре) (латыш. Astra Biltauere; 9 октября 1944, Рига) — советская волейболистка, игрок сборной СССР (1964). Серебряный призёр Олимпийских игр 1964. Связующая. Мастер спорта (1963).
Начала заниматься волейболом в Риге. В 1962—1973 выступала за рижскую команду «Даугава» («Электрон», «Альфа»).
В сборной СССР в официальных соревнованиях выступала в 1964 году. В её составе стала серебряным призёром Олимпийских игр.
После окончания игровой карьеры работала тренером.

## Источник
- Волейбол. Энциклопедия/Сост. В. Л. Свиридов, О. С. Чехов. Томск: Компания «Янсон» — 2001.